# Борго Киезе
Бо̀рго Киѐзе (на италиански: Borgo Chiese) е община в Северна Италия, автономна провинция Тренто, автономен регион Трентино-Южен Тирол. Административен център на общината е село Кондино (Condino), което е разположено на 444 m надморска височина. Населението на общината е 2015 души (към 2018 г.).
Общината е създадена в 1 януари 2016 г. Тя се състои от три предшествуващи общини Брионе, Кондино и Чимего, които сега са най-важните центрове на общината.